# Argelouse
Argelouse är en kommun i departementet Landes i regionen Nouvelle-Aquitaine i sydvästra Frankrike. Kommunen ligger i kantonen Sore som tillhör arrondissementet Mont-de-Marsan. År 2022 hade Argelouse 96 invånare.

## Befolkningsutveckling
Antalet invånare i kommunen Argelouse
Referens:INSEE